# Prêmio de Mangá Shogakukan
O Prêmio Shogakukan de Mangá (小学館漫画賞, Shōgakukan Mangashō) é um dos maiores concursos de mangá no Japão. Patrocinado pela Shogakukan, o concurso é realizado desde 1956 atribuindo prêmios nas seguintes categorias:
- Crianças (児童向け部門, Jidō muke bumon)
- Garotos (少年向け部門, Shōnen muke bumon)
- Garotas (少女向け部門, Shōjo muke bumon)
- Geral (一般向け部門, Ippan no muke bumon)[1]